# Halictus duplocinctus
Halictus duplocinctus är en biart som beskrevs av Joseph Vachal 1902. Halictus duplocinctus ingår i släktet bandbin, och familjen vägbin. Inga underarter finns listade i Catalogue of Life.